# Jozef Kučerák
Jozef Kučerák (* 18. dubna 1939 Hronec) je bývalý slovenský a československý ekonom, politik, za Verejnosť proti násiliu, po sametové revoluci poslanec Sněmovny národů Federálního shromáždění a místopředseda vlády Slovenské republiky.

## Biografie
Vystudoval Vysokou školu ekonomickou (dnešní Ekonomická univerzita v Bratislavě) a pak na této škole začal působit jako vědecký aspirant. V letech 1967-1989 působil jako vědecký pracovník Výzkumného ústavu životní úrovně a Výzkumného ústavu sociálního rozvoje a práce v Bratislavě. V letech 1989-1990 byl vědeckým pracovníkem Prognostického ústavu Slovenské akademie věd.
K roku 1990 je profesně uváděn jako vědecký pracovník Prognostického ústavu SAV, bytem Bratislava.
V lednu 1990 nastoupil jako poslanec za hnutí Verejnosť proti násiliu v rámci procesu kooptací do Federálního shromáždění po sametové revoluci do slovenské části Sněmovny národů (volební obvod č. 86 - Sereď, Západoslovenský kraj). Ve federálním parlamentu setrval do konce funkčního období, tedy do voleb roku 1990.
Od června 1990 do dubna 1991 byl místopředsedou vlády Slovenské republiky (první vláda Vladimíra Mečiara) pro ekonomickou reformu. Od května do října 1991 předsedou slovenské rady hnutí Veřejnost proti násilí, od října 1991 pak prvním místopředsedou formace ODÚ - VPN, která se utvořila po rozpadu VPN a odštěpení HZDS. Výrazně se podílel na ekonomické reformě v ČSFR, přičemž patřil ke stoupencům radikálních reforem a deregulace. Byl členem Prezídia FNM.
V roce 2005 mu prezident Slovenska udělil Pribinův kříž.